# Кінотеатр «Злата» (Трускавець)
«Злата» — кінотеатр у Трускавці, найдавніший в місті.

## Історія

Пам'ятники Степанові Бандері перед кінотеатром «Злата»

Кінотеатр був збудований як «Широкоекранний кінотеатр „Дружба”» на 500 місць у 1970-ї роки.
У 2004 році, після реконструкції, був знову відкритий. Був переоснащений звуковою системою «JBL cinema professional», ефектом присутності «Dolby Digital Surround EX», великим широкоформатним екраном «Perl Lux». Згодом був оснащений екраном «Harkness Hall серії Perlux», проектором «BARKO» з сучасним екраном із срібним покриттям.
Після реконструкції зал вміщує 300 глядачів. 
На першому поверсі розташовані глядацький зал та каси, на другому — бар. 
19 лютого 2010 року перед кінотеатром «Злата» був відкритий Пам'ятники Степанові Бандері. 
У кінотеатрі проходить щорічний кінофестиваль телевізійних фільмів «Корона Карпат». 
Біля кінотеатру знаходиться «Алея кінослави», яка була відкрита 20 вересня 2010 року. На «Алеї кінослави» щороку встановлюють бронзову плиту, де викарбувано назву країни, фільму та прізвище режисера-переможця ТМКФ «Корона Карпат». 